# Спрус-Хилл (тауншип, Миннесота)
Спрус-Хилл (англ. Spruce Hill) — тауншип в округе Дуглас, Миннесота, США. На 2000 год его население составило 395 человек.

## География
По данным Бюро переписи населения США площадь тауншипа составляет 93,6 км², из которых 92,8 км² занимает суша, а 0,8 км² — вода (0,83 %).

## Демография
По данным переписи населения 2000 года здесь находились 395 человек, 141 домохозяйство и 112 семей.  Плотность населения —  4,3 чел./км².  На территории тауншипа расположено 154 постройки со средней плотностью 1,7 построек на один квадратный километр. Расовый состав населения: 98,23 % белых, 0,25 % коренных американцев, 1,01 % азиатов и 0,51 % приходится на две или более других рас.
Из 141 домохозяйства в 39,7 % воспитывались дети до 18 лет, в 73,0 % проживали супружеские пары, в 5,0 % проживали незамужние женщины и в 19,9 % домохозяйств проживали несемейные люди. 17,7 % домохозяйств состояли из одного человека, при том 5,0 % из — одиноких пожилых людей старше 65 лет. Средний размер домохозяйства — 2,80, а семьи — 3,17 человека.
30,9 % населения младше 18 лет, 4,3 % в возрасте от 18 до 24 лет, 30,4 % от 25 до 44, 23,0 % от 45 до 64 и 11,4 % старше 65 лет. Средний возраст — 37 лет. На каждые 100 женщин приходилось 106,8 мужчин.  На каждые 100 женщин старше 18 приходилось 111,6 мужчин.
Средний годовой доход домохозяйства составлял 37 292 доллара, а средний годовой доход семьи —  40 313 долларов. Средний доход мужчин —  25 625  долларов, в то время как у женщин — 21 477. Доход на душу населения составил 14 583 доллара. За чертой бедности находились 12,2 % семей и 15,3 % всего населения тауншипа, из которых 20,6 % младше 18 и 13,0 % старше 65 лет.